# Aziza Othmana
Aziza Othmana (arabe : عزيزة عثمانة), de son vrai nom Fetima Othmana (فاطمة عثمانة), née en 1606 et décédée en 1669, est une princesse tunisienne appartenant à la dynastie beylicale des Mouradites.

## Biographie
Elle est la fille d'Ahmed Dey (de son nom complet Abul Al-Abbas Ahmed Ibn Mohammed Ibn Othman Dey) et la petite-fille d'Othman Dey, ce que laissent penser certains manuscrits dans lesquels son nom est reproduit « Aziza Bent Ahmed Ben Othman Dey ». Tous deux ont été élus commandant militaire de la province de Tunis par la milice des janissaires. Il n'est pas possible de connaître sa date de naissance mais, à partir de sa date de mort, on peut raisonnablement estimer qu'elle soit née durant le XVIIe siècle.
Elle grandit dans le palais de son grand-père où elle reçoit une éducation solide avec pour maîtres des érudits qui lui font découvrir la civilisation islamique et la charia. Elle étudie également le Coran. Plus tard, son père la marie à Hammouda Pacha Bey de la dynastie des Mouradites ; elle quitte alors le palais pour vivre auprès de son époux. Elle accomplit alors son hajj en emmenant ses serviteurs et esclaves avec elle.
Elle reste surtout célèbre pour ses œuvres de bienfaisance ce qui lui vaut le surnom d'Aziza (« chérie » en français) donné par le peuple qui la chérissait.
Vers la fin de sa vie, elle affranchit ainsi l'ensemble de ses esclaves et constitue en habous la totalité de ses biens, soit plus de 90 000 hectares de terrains plantés ou semés, au profit d'œuvres caritatives très diverses : fonds destinés à affranchir les esclaves et racheter les prisonniers, fonds pour constituer les trousseaux de mariage des jeunes filles pauvres, etc. Le testament qu'elle rédige la dessaisit en effet de tout ce qu'elle possède. Elle fonde et participe au financement de l'hôpital (bimaristan en arabe) de la rue El Azzafine à Tunis, qui devient plus tard l'actuel hôpital Aziza Othmana.
Elle meurt finalement à la fin de l'année 1669, qui correspond à l'année 1080 du calendrier musulman. Sa tombe se trouve dans sa nécropole (tourba) située au lieu-dit Halqat Al-Naâl, au fond de l'impasse Ech Chamaiya dans la médina de Tunis, non loin de la médersa Ech Chamaiya. Le bâtiment comporte deux coupoles sous lesquelles s'alignent les tombes de ses proches parents. Un paravent en bois le fait communiquer avec la zaouïa de Sidi Ben Arous (saint célèbre de Tunis), alors qu'un mur séparaît les deux bâtiments auparavant. Dans son testament, la princesse Aziza Othmana fait part de son souhait de voir des fleurs — roses, violettes et jasmin suivant les saisons — déposées sur sa tombe : « Je veux qu'il y en ait tous les jours sur ma tombe » aurait-elle déclaré.

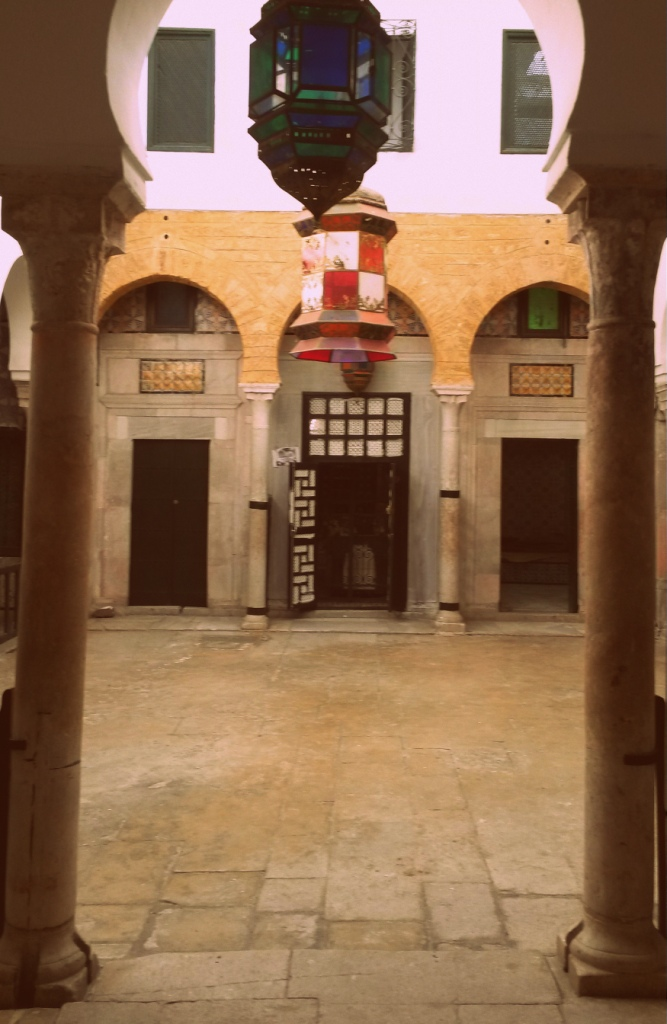
Patio de son mausolée.
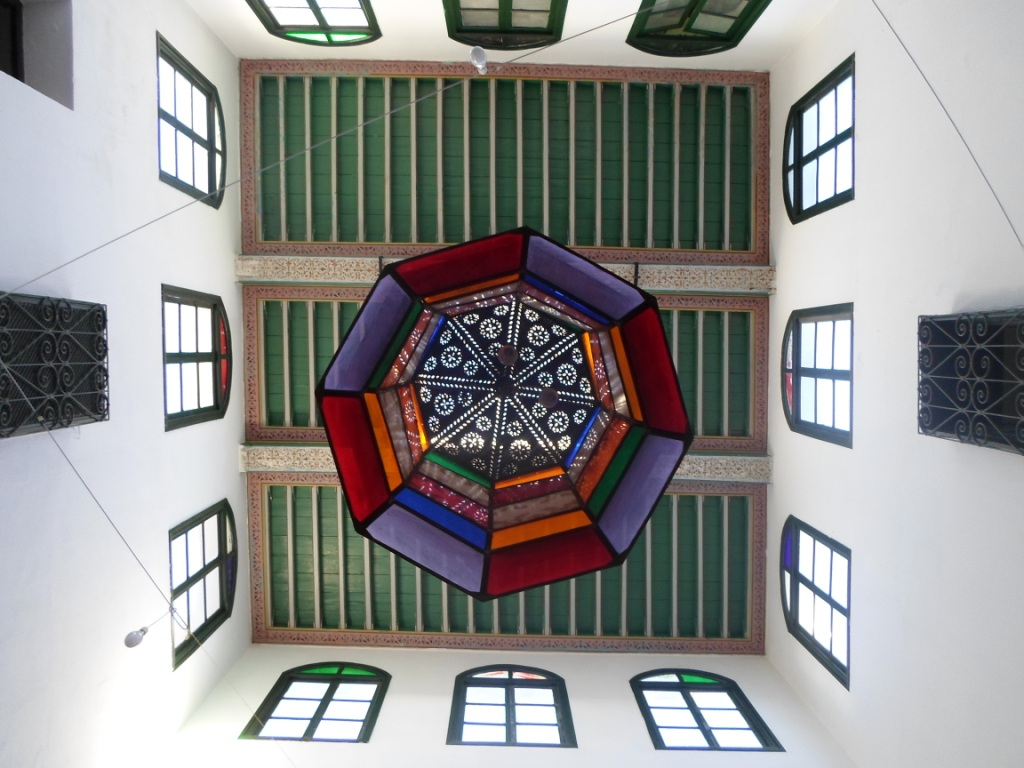
Plafond de son mausolée.
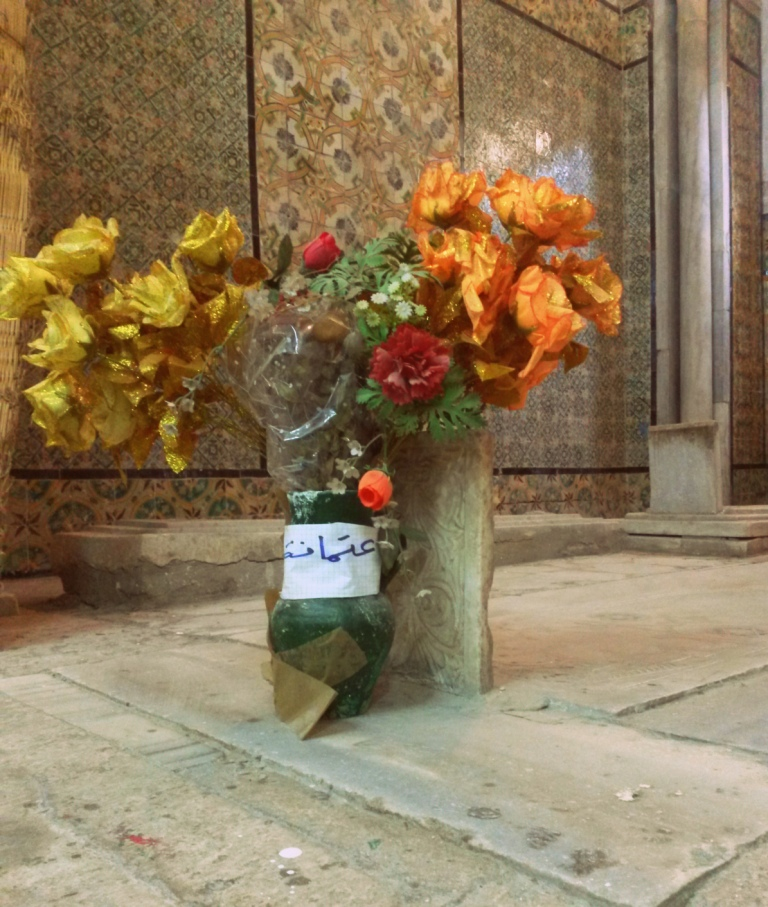
Fleurs déposées sur sa tombe.